# Plan B (gruppo musicale)
I Plan B sono stati un duo reggaeton portoricano formato dai cugini e cantanti Chencho (Orlando Javier Valle Vega) e Maldy (Edwin Vazquez Vega). Entrambi sono nati a Guayama, Porto Rico e hanno le loro proprie case discografiche: Chencho Records & Records Maldy.

## Storia del gruppo

### 2002: Debutto conEl Mundo del Plan B: Los Que la Montan
I Plan B hanno pubblicato il loro primo album nel 2002 intitolato El Mundo del Plan B: Los Que la Montan, dopo aver venduto cinquantamila copie, il duo ha ottenuto il primo disco d'oro, e ha raggiunto la posizione n.1 dei più forti album del genere reggaeton.

### 2010:House of Pleasure
Il 20 luglio 2010, pubblicano il loro secondo album House of Pleasure produzione sotto la Pina Records. Questo album ha collaborazioni con RKM & Ken-Y, J-King & maximan e De La Ghetto.

### 2014:Love & Sex
Nel 2014 pubblicano il loro terzo album Love & Sex, con cui collaborano con artisti del calibro: Alexis & Fido, J Alvarez, Yailemm & Clandestino, Tego Calderon, Zion & Lennox e Amaro.
La canzone Fanatica Sensual è tra i primi #3 Hot Latin Songs di Billboard. Inoltre hanno vinto un premio per il miglior duo urban a Billboard nel 2015.

## Discografia

### Album in studio
- 2010 – House of Pleasure
- 2014 – Love & Sex

### Raccolte
- 2002 – El Mundo del Plan B: Los Que la Montan

### Singoli entrati in classifica
- 2006 – Frikitona
- 2010 – Si No Le Contesto
- 2011 – Es Un Secreto
- 2011 – ¿Por Qué Te Demoras?
- 2012 – Te Dijeron
- 2013 – Candy

### Video musicali
- Amiga
- Amor de Antes (featuring Amaro, Ñengo Flow)
- Bellaqueo
- Buscando Calor
- Candy
- Chica Ven
- Dejame Hablarte (Tony Touch featuring Plan B, Soni)
- Ella Se Contrdice (Baby Rasta & Gringo featuring Plan B)
- Es Un Secreto
- Fanatica Sensual
- Frikitona
- Frikitona (Chosen Few Remix) (featuring Trick Daddy, Trina, LDA)
- Guatauba
- La Formula Sigue
- Me Arrepiento
- Mencionando Tu Nombre / Yo La Tuve (featuring Great Kilo)
- Mi Vecinita
- No Puedo Estar Sin Sex
- No Quiero Grilletes
- Perreandote
- Provocando Un Orgasmo
- Sabado Rebelde (Daddy Yankee featuring Plan B)
- Solos (Tony Dize featuring Plan B)
- Solo Te Llame (featuring Amaro)
- Si No Le Contesto
- Si No Le Contesto (Remix) (featuring Tony Dize, Zion & Lennox)
- This Is The Chosen Few
- Te Dijeron
- Tu Sabes
- Tuve Un Sueno (RKM & Ken-Y featuring Plan B)
- Temprano Abre Su Closet
- Te Lo Tiro Pa' Que Bailes
- Ya Regrese (featuring Amaro)